# Edwin V. Champion
Edwin Van Meter Champion (* 18. September 1890 in Mansfield, Piatt County, Illinois; † 11. Februar 1976 in Peoria, Illinois) war ein US-amerikanischer Politiker. Zwischen 1937 und 1939 vertrat er den Bundesstaat Illinois im US-Repräsentantenhaus.

## Werdegang
Edwin Champion besuchte die öffentlichen Schulen seiner Heimat. Nach einem anschließenden Jurastudium an der University of Illinois in Urbana und seiner 1912 erfolgten Zulassung als Rechtsanwalt begann er in Peoria in diesem Beruf zu arbeiten. Während des Ersten Weltkrieges diente er in den Jahren 1917 bis 1919 in der US Army. Nach einer Offiziersausbildung in Fort Sheridan wurde er auf dem europäischen Kriegsschauplatz eingesetzt und brachte es bis zum Hauptmann. In den Jahren 1919 und 1920 war Champion stellvertretender Bezirksstaatsanwalt im Peoria County. Zwischen 1932 und 1936 war er regulärer Staatsanwalt. Im Jahr 1935 fungierte er als Präsident der Vereinigung der Staatsanwälte in Illinois. Politisch war er Mitglied der Demokratischen Partei.
Bei den Kongresswahlen des Jahres 1936 wurde Champion im 26. Wahlbezirk von Illinois in das US-Repräsentantenhaus in Washington, D.C. gewählt, wo er am 3. Januar 1937 die Nachfolge von Martin A. Brennan antrat. Da er im Jahr 1938 auf eine erneute Kandidatur verzichtete, konnte er bis zum 3. Januar 1939 nur eine Legislaturperiode im Kongress absolvieren. Während dieser Zeit wurden dort weitere New-Deal-Gesetze der Bundesregierung unter Präsident Franklin D. Roosevelt verabschiedet.
Nach dem Ende seiner Zeit im US-Repräsentantenhaus praktizierte Edwin Champion wieder als Anwalt. Er starb am 11. Februar 1976 in seinem Wohnort Peoria.